# Pisoteamento em Meca em 2006
O pisoteamento em Meca em 2006 foi um desastre que resultou na morte de 345 peregrinos durante uma cerimônia do Hajj.

## Contexto
Haje é o nome dado à peregrinação realizada à cidade santa de Meca pelos muçulmanos. É considerada como o último dos "Cinco pilares do Islamismo" (arkan), sendo obrigatória, pelo menos uma vez na vida, para todo o muçulmano adulto, desde que este disponha dos meios econômicos e goze de saúde. Cerca de 3 milhões de pessoas de todos os pontos do planeta realizam anualmente o Haje.

## O desastre
Próximo a ponte Jamaraat, fiéis aglomeravam-se tentando cumprir um ritual de apedrejamento de três pilares que representam o demônio no último dia da peregrinação. Enquanto a multidão se tornava mais densa, algumas bagagens começaram a cair de ônibus próximos, fazendo os peregrinos tropeçarem. A multidão começou a sair do controle, causando mais mortes entre os fiéis. No total, 345 pessoas foram sufocadas ou pisoteadas, enquanto 289 se feriram.